# Torralba (kommun i Spanien, Kastilien-La Mancha, Provincia de Cuenca, lat 40,30, long -2,29)
Torralba är en kommun i Spanien.   Den ligger i provinsen Provincia de Cuenca och regionen Kastilien-La Mancha, i den centrala delen av landet, 120 km öster om huvudstaden Madrid. Antalet invånare är 164. Arean är 55 kvadratkilometer.
Terrängen i Torralba är platt åt nordväst, men åt sydost är den kuperad.